# Marc Valiente i Hernández
Marc Valiente Hernández (Granollers, 29 de març del 1987) és un exfutbolista professional català que jugava com a defensa. Va ser internacional amb la selecció catalana.
Format al planter del FC Barcelona (amb el FC Barcelona B va guanyar la lliga de Tercera Divisió la temporada 2007-08) posteriorment va marxar al Sevilla FC, però fou principalment suplent als dos clubs. El 2010 fitxà pel Reial Valladolid, club amb el qual va disputar 157 partits oficials en cinc anys. Posteriorment va marxar a jugar a l'estranger, a Israel, Bèlgica i Sèrbia.

## Internacional

### Selecció catalana
El 30 de desembre de 2013 va disputar amb la selecció catalana el Trofeu Catalunya Internacional 2013, un partit contra la selecció de Cap Verd, un partit disputat a l'Estadi Olímpic Lluís Companys de Barcelona, que va acabar amb victòria de la selecció catalana per 4 gols a 1.

## Palmarès
- Copa del Rei (2009-10) amb el Sevilla F.C.